# Aplocera mundulata
Aplocera mundulata là một loài bướm đêm trong họ Geometridae.